# تشايريونق
تشايريونق مغنية كورية جنوبية وعضوة في فرقة الفتيات إتزي تحت وكالة جاي واي بي إنترتينمنت.

## الحياة الشخصية
ولدت 5 يونيو 2001 في يونغين ، كوريا الجنوبية، اسمها الكامل هو لي تشايريونق لديها أخت أصغر اسمها شايمين واخت أكبر منها لي تشاي يون وهي ايضًا آيدول.

## المهنة

### 2013-2014:K-Pop Star 3
بدأت تشايريونق مسيرتها المهنية لأول مرة كآيدول بعد ظهورها كمتنافسة في برنامج المسابقة التلفزيونية الواقعية K-pop Star 3 في 24 نوفمبر 2013، مع شقيقتها الكبرى لي تشايون. تم إقصاؤهم من المسابقة، لكنهما انضمتا إلى جاي واي بي إنترتينمنت كمتدربات.

### 2015:SIXTEEN
بعد أن تدربت لأكثر من عام تقريبًا كآيدول، في 5 مايو 2015، انضمت مع شقيقتها إلى المسابقة التلفزيونية الواقعية لفرقة الفتيات لوكالة جاي واي بي إنترتينمنت SIXTEEN ، الذي تم إنشاء من خلاله فرقة الفتيات الشهيرة توايس. تم إقصاؤها في الحلقة النهائية.

### 2019: إتزي
بعد أربع سنوات، في 20 يناير 2019 ، تم الكشف عن أنها عضوة في أحدث فرق الفتيات الجديد تحت وكالة JYP إتزي والتي ظهرت معهم لأول مرة في 12 فبراير 2019.

## فيلموغرافيا

### برامج واقعية
- (K-pop Star 3 (2013-2014 - متسابقة
- (SIXTEEN (2015 - متسابقة